# Acoemeten

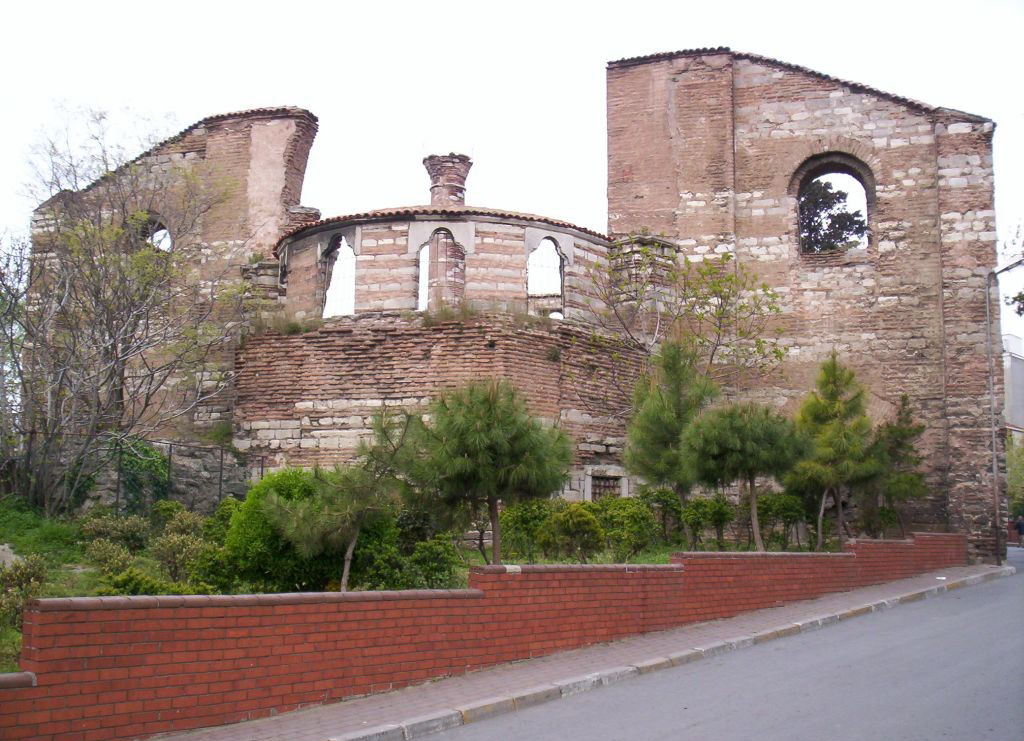
Een ruïne van een klooster van de Acoemeten.

De Acoemeten of Acoemetae (van het Griekse: Άκοίμηται, dat wil zeggen degenen die niet slapen) waren een orde van Grieks-Byzantijnse monniken die bekendheid genoten in de tijd van het Byzantijnse Rijk. De orde werd aan het begin van de 5e eeuw gesticht door Alexander. De Acoemeten hadden tot doel een onafgebroken gebedsdienst te houden die ook 's nachts voortging. Alexander verdeelde zijn monniken daartoe in verschillende koren die elkaar afwisselden. Er zijn vermeldingen van de Acoemeten tot in de 12e eeuw.
Nadat hij een eerste klooster had gevestigd op de oevers van de Eufraat poogde Alexander kloosters te stichten in Antiochië en Palmyra. Van daaruit werd hij echter verjaagd, waarna hij een klooster van Acoemeten wilde vestigen in Constantinopel. Ook daar werd hij met vijandigheid ontmoet, onder meer door de patriarch (Nestorius van Constantinopel) en de keizer. Hij verliet daarom de stad en vestigde uiteindelijk een klooster van Acoemeten in Gomon, waar hij in 440 in vrede stierf.
Zijn opvolger, abt Johannes, vestigde een klooster aan de oostelijke zijde van de Bosporus. Deze vestiging werd het "Grote klooster" genoemd. De bibliotheek van dit Grote klooster is de eerste die door de Byzantijnse geschiedkundigen wordt genoemd. Later waren het ook Acoemeten die het beroemde Stoudiosklooster in Constantinopel bevolkten toen dat net gesticht was. De kloosters van de Acoemeten werden bewoond door honderden, soms meer dan duizend, monniken.
De Acoemeten hadden een aanzienlijke invloed op het christelijk leven in hun tijd. Zij bepleitten onder meer een orthodoxe visie in de religieuze discussies tussen Nestorius en Eutyches.